# Kladrubce
Kladrubce jsou vesnice a část města Kasejovice v okrese Plzeň-jih v Plzeňském kraji. 

## Název
Název vesnice odvozuje své jméno od rubání klád, čili porážení lesa.

## Historie
První písemná zmínka o vesnici pochází z roku 1227. Již ve 13. století ves náležela ke statku kláštera svatého Jiří na Pražském hradě. V roce 1305 byla vyměněna spolu s jinými okolními vesnicemi za jiné, klášteru bližší obce.[zdroj⁠?!] Ve 14. století byla v Kladrubcích vystavěna tvrz, která se pak stala původištěm Sádlů z Kladrubec, vladycké rodiny rozšířené v jižních Čechách. K jejich předkům patřil Jošt z Kladrubec, jenž prodal roku 1380 popluží Oldřichovi, Janovi a Lvovi z Kladrubec. Syny prvních dvou byli Otík a Jindřich.
Otík z Kladrubec daroval roku 1412 hvožďanskému kostelu kopu grošů. Po smrti Jana (1410) spadl statek do rukou krále, který jej daroval Mstidruhovi z Adlaru (1409–1438; byl čeledínem u krále Václava[zdroj⁠?!]), který byl ještě roku 1414 pánem na Kladrubcích. V roce 1418 byl Mikuláš, kněz z Kladrubec, patronem kostela v Budislavicích. V roce 1490 Kladrubce náležely už jiné vladycké rodině.[zdroj⁠?!] V roce 1505 držel Kladrubce Jan Cukr z Tamfeldu (měl manželku Annu z Hodušic), po něm v letech 1527–1532 Ratiboř z téhož rodu. Johanka Dašická z Tamfeldu je prodala Janu Běškovci z Běškovic. Po tomto následoval Jan Strojetický ze Strojetic, jenž zemřel v roce 1543 a jehož synové Václav a Bořivoj prodali Kladrubce roku 1546 Petrovi Trautenbergéři ze Tří Dvorů. Roku 1557 jej měli bratři Jindřich a Sigmund, a roku 1579 Jindřich sám.[zdroj⁠?!] Jeho dcera byla Dorota, která Kladrubce zapsala manželu svému Krištofu Oldřichovi z Burgsdorfu. Ten je vydal roku 1603 směnou[zdroj⁠?!] za dům na Hradčanech, Volfovi Novohradskému z Kolovrat, pánu na Lnářích. Od té doby zůstali Kladrubce při lnářském panství až do roku 1850.
Bývalé rytířské sídlo bylo ještě v roce 1675 v dosti dobrém stavu.[zdroj⁠?!] Bylo zbudované z kamene a se šindelovou střechou. Uvnitř bylo několik světnic, z nichž byla poté učiněna ratejna.
O místních rybnících jsou první zmínky z roku 1661: „Ohrazenice na 10 kop, Chocholouš na 6 kop a jiný nad Chocholoušem a Kladrubecký na 30 kop. Pod „velkým“ stál již v roku 1617 mlýn, zvaný Dobšův. Druhý mlýn, zvaný Nový, byl vystavěn někdy na počátku 18. století. Později byl mlýn zrušen a zůstala pouze pila.“

## Obyvatelstvo
| Rok            | 1869 | 1880 | 1890 | 1900 | 1910 | 1921 | 1930 | 1950 | 1961 | 1970 | 1980 | 1991 | 2001 | 2011 | 2021 |
| -------------- | ---- | ---- | ---- | ---- | ---- | ---- | ---- | ---- | ---- | ---- | ---- | ---- | ---- | ---- | ---- |
| Počet obyvatel | 306  | 289  | 280  | 303  | 292  | 257  | 267  | 181  | 160  | 134  | 98   | 76   | 60   | 61   | 76   |
| Počet domů     | 45   | 47   | 47   | 50   | 49   | 48   | 47   | 44   | 53   | 37   | 29   | 37   | 39   | 39   | 44   |

## Obecní správa
Při sčítání lidu v letech 1850–1975 Kladrubce byly samostatnou obcí, se kterým patřily nejprve do okresu Blatná, ale od roku 1960 v okrese Plzeň-jih. Od 1. ledna 1976 do 31. prosince 1979 byly částí obce Životice v okrese Plzeň-jih. Od 1. ledna 1980 jsou částí města Kasejovice v okrese Plzeň-jih. Poté se Životice opět osamostatnily, ale Kladrubce již zůstaly součástí Kasejovic. V letech 1961–1975 k obci patřil Přebudov.

## Pamětihodnosti
- Kaple svaté Anny